# Nanna eningae
Nanna eningae är en fjärilsart som beskrevs av Carl Plötz 1880. Nanna eningae ingår i släktet Nanna och familjen björnspinnare. Inga underarter finns listade i Catalogue of Life.